# Georges Beauduin
Georges Simon Ghislain Joseph Beauduin (Borgworm, 11 maart 1912 - 28 januari 1975) was een Belgisch senator.

## Levensloop
Georges Beauduin was kandidaat in de wijsbegeerte en de letteren aan de Université Catholique de Louvain (UCL) en werd beroepshalve handelsdirecteur. Hij was getrouwd met Flore Vandeputte (1917-2011) en ze hadden negen kinderen.
Voor de christendemocratische PSC was Beauduin van 1953 tot aan zijn overlijden in 1975 gemeenteraadslid van Borgworm (Frans: Waremme). Vanaf 1961 was hij ook actief in de nationale politiek: van 1961 tot 1971 zetelde hij in de Senaat als provinciaal senator voor de provincie Luik en van 1971 tot aan zijn dood was hij rechtstreeks gekozen senator voor het arrondissement Hoei-Borgworm. Door de toen bestaande dubbelmandaten zetelde hij van 1971 tot 1975 ook in de Cultuurraad voor de Franse Cultuurgemeenschap en van 1974 tot 1975 in de voorlopige Waalse Gewestraad. In januari 1975 overleed Beauduin aan de gevolgen van een auto-ongeval.
Een postsorteercentrum in Borgworm dat in 1994 werd gebouwd, kreeg zijn naam.